# Viladecavalls
Viladecavalls – gmina w Hiszpanii, w prowincji Barcelona, w Katalonii, o powierzchni 20,08 km². W 2011 roku gmina liczyła 7411 mieszkańców.